# Когнітологія
Когнітологія (від англ. cognition — «знання, пізнання», дав.-гр. λόγος — слово; наука) — сфера діяльності, пов'язана з аналізом знання (конкретних теорій) і забезпеченням його (знання) подальшого розвитку.

## Визначення
Когнітологія підрозділяється на прикладну (практичну) і теоретичну. Прикладна когнітологія — це аналіз предметної частини конкретних теорій. (Предметна частина теорії — це те, як математична (формальна) частина теорії пов'язана з предметним світом.) Теоретична когнітологія займається розробкою коректних процедур аналізу теорій. Теоретична когнітологія базується виключно на логіці та аналізі будови і функціонування природної мови.
Когнітологія має і 3-ю, особливу, частину — ноокосмологію. Вона стала формуватись на поточному етапі розвитку когнітології. Ноокосмологія розробляє самі базові положення про універсум, на яких повинна (або може) спочивати будь-яка наука (в тому числі і сама когнітологія). І головне її питання — матеріалізм та ідеалізм, вирішення цієї дуальності.
Когнітологія розмежовується з філософією, так само як філософія розмежовується з когнітологією, за наступними параметрами:
1. у когнітології є конкретний предмет дослідження — знання та розгортання знання (у філософії його немає, чому вона і проводить межу між собою і наукою).
2. у когнітології знання і розгортання знання — такі ж сутності, як для фізики кулі, які падають з Пізанської вежі. У своїй прикладній частині (аналізі та корекції конкретних теорій) отримується і фіксується сутнісний матеріал, який і служить експериментальний базою для розвитку теоретичного знання-ведення.

## Історія виникнення
Незважаючи на свою новизну, когнітивна наука має багату передісторію. Розум був предметом уваги вчених з найдавніших часів. Як зауважив В. З. Дем'янков, XX століття пройшло під знаком когніції. Людським інтелектом, закономірностями мислення, джерелами знань і процесами його досягнення — всім цим здавна займалися такі науки, як філософія, логіка, психологія і біологія. У філософії існує спеціальний розділ, присвячений теорії пізнання, в якому вивчаються гносеологічні проблеми — проблеми можливостей пізнання, відносини знань до реальності, питання істинності і хибності знань тощо. У рамках когнітивної науки всі ці питання звучать по-іншому і виникають у зв'язку з появою в сучасній науці нових парадигм наукового знання.
Спонукальною причиною для виникнення і розвитку когнітивної науки стала розробка в 50-х рр. XX століття електронно-обчислювальних машин і заснованих на них автоматизованих систем управління.
Інтелектуальний клімат 50-60-х років за кордоном був ознаменований вибухом інтересу до процесів мислення. Цей інтерес був викликаний цілим рядом обставин, пов'язаних із ситуацією повоєнних років, з наслідками міграції вчених у США, з легкістю налагодження наукових контактів та їх зростаючою потребою.
На думку М. М. Болдирєва, когнітивна наука зароджується незабаром після Другої світової війни в США, де були зібрані найкращі вчені Німеччини і всієї Європи. Уряд і Міністерство оборони США виділяють величезні гроші на наукові дослідження і, в тому числі, на вивчення проблем швидкої та ефективної комунікації. Під час війни стає зрозумілим, що для успішного ведення бойових дій, при взаємодії різних підрозділів, родів військ та союзницьких армій необхідне прийняття швидких рішень для координування спільних дій. Тому надзвичайно важливими виявляються проблеми зв'язку і швидкої обробки інформації. Американські вчені отримують великі кошти на розвиток акустичних лабораторій, на розробку нових каналів зв'язку.
У цей же час Р. Оппенгеймер, відомий фізик, один з творців атомної бомби, директор американського Інституту фундаментальних досліджень у Принстоні, починає ряд нових розробок у галузі теоретичної фізики і приходить до висновку, що вирішення багатьох проблем пов'язано не тільки з необхідністю виробити новий інструментарій та методи дослідження, але і з тим, що потрібно створити нові, у тому числі й обчислювальні, машини. З'ясовується, що потужний вплив на все, що відбувається в теоретичній фізиці, виявляє людина, і необхідно визначити, який є вплив людини, спостерігача на те чи інше рішення конкретних проблем. До обговорення цих питань він запрошує найбільших психологів (Дж. Міллер), кібернетиків (Н. Вінер), фахівців з математичного моделювання, з теорії інформації, мовознавців (Р. Якобсон, Ноам Чомскі).
Намагаючись з'ясувати, що таке людина, як вона програмує і планує свої дії, що залежить від людини в науці, яке зростання і прогрес знань, вчені приходять до висновку, що за всіма цими науковими проблемами, з позицій якої б науки вони не розглядалися, існує щось спільне, і це — свідомість людини. Так зароджується у великій науці антропоцентрична (орієнтована на людину, центр — людина) парадигма наукового знання, яка звертається від простого опису наукових проблем і явищ до розуміння ролі людини та її свідомості.
Паралельно цьому математики і фахівці з теорії інформації задаються питанням, як людина може в частки секунди обробляти величезний потік інформації, яка надходить до неї по різних каналах, і приймати необхідні рішення, які розумові механізми лежать в основі цих процесів. Психологи, вивчаючи порушення функцій нервової діяльності людини, пов'язані з психологічними наслідками війни і з патологією мозку, також приходять до висновку про те, що вони практично мало знають, як працює людська свідомість в нормі. Отже, необхідно було від вивчення патологій перейти до вивчення повсякденної людської свідомості для того, щоб зрозуміти процеси, які здійснює людина, коли вона пізнає і сприймає світ. У результаті психологи звертаються до дослідження того, що називається ментальними, пізнавальними, розумовими процесами і що пізніше отримує загальну назву когнітивних процесів.
Крім того, фахівці в області теорії інформації та психологи звернули увагу на те, що в обробці інформації, що надходить до людини, особливе місце займає мова. Мабуть, вона виявляється тим найвищим рівнем, на якому інформація, отримана різними каналами, обробляється в цілому, інтегрується, осмислюється, категоризується і класифікується. Тому саме лінгвісти повинні пояснити, як відбуваються ці процеси. Формується розуміння того, що найкращий доступ до свідомості — це не тільки спостереження за предметно-пізнавальною діяльністю людини як такої, але це і спостереження за мовою як формою відображення і вираження розумових процесів. Саме через мову людина отримує основні відомості про світ, і саме мовою вона відображає ці знання в навчальній, публіцистичної, наукової та художньої літератури. Це сприймається всіма як щось само собою зрозуміле, як звичне явище. Однак за всім цим стоїть конкретна розумова діяльність, певні когнітивні процеси, які необхідно було ще вивчити. Це і визначило появу та інтенсивний розвиток когнітивної науки.
«Днем народження» когнітивної науки Дж. Міллер називає один з симпозіумів середини 50-х років з теорії інформації, на якому основними учасниками були математики. Вивчення когнітивних процесів розвивається все активніше і стає захоплюючою областю всієї сучасної науки. Дж. Брунер одним з перших починає читати лекції про природу когнітивних процесів у Гарвардському університеті, де в 1960 році разом з Дж. Міллером організовує перший Центр когнітивних досліджень. Організаційне виділення Центру когнітивних досліджень означає не тільки концентрацію вчених на вивченні ментальних процесів в особливому ракурсі, а й на боротьбі за подолання догм біхевіоризму.
Для когнітивної психології стає важливим те, що як канал зв'язку може розглядатися сама людина. Тоді вона перестає інтерпретуватися виключно в біхевиористських термінах, тобто як організм, який приймає певні стимули і реагує на них певними реакціями. Вона швидше починає вивчатися як «канал комунікативного зв'язку», який отримує ззовні якусь інформацію, яку якимось чином обробляє і переробляє, щоб потім використовувати і створювати нову. У фокус уваги тоді цілком природно потрапляють і системи комунікації, що використовуються людиною. При такому розумінні ходу подій безпосередньою попередницею когнітивної науки вважають теорію інформації. У числі вчених, що стояли біля витоків когнітивної науки, слід в такому випадку назвати фахівців з психології математики, експериментальної психології, штучного інтелекту, комп'ютерної техніки. Головна роль в цьому списку належить психологам і лінгвістам.

## Аксіоми когнітивізму
Виділяються деякі аксіоми когнітивізму.
1. Досліджуються не просто спостережувані дії (тобто продукти), а їх ментальні репрезентації, символи, стратегії та інші неспостережний процеси і здібності людини.
2. На протіканні цих процесів позначається конкретний зміст дій і процесів.
3. Культура формує людину: індивід завжди перебуває під впливом своєї культури.

Головною темою когнітивних досліджень в 60-і рр. стає вивчення ментальних процесів, при тому не тільки таких, що керуються людською поведінкою, але і спрямованих на осягнення знань, пов'язаних з мисленням. Ядром цих досліджень поступово стає лінгвістика.